# Кенженбаев, Сагындык
Сагынды́к Кенженба́ев (1886, Аулиеатинский уезд, Сырдарьинская область, Туркестанский край, Российская империя — неизвестно, совхоз «Жаилма», Сары-Суйский район, Джамбулская область, Казахская ССР) — старший чабан колхоза «Кзыл-Ту» Сары-Суйского района Джамбулской области, Казахская ССР. Герой Социалистического Труда (1948).

## Биография
Родился в 1886 году в крестьянской семье в одном из сельских населённых пунктов Аулиеатинского уезда. С раннего детства трудился в сельском хозяйстве. В 1930 году вступил в сельскохозяйственную артель «Кзыл-Ту», которая позднее была преобразована в одноимённый колхоз. С 1939 года — чабан по выпасу овец. Ежегодно получал высокий приплод ягнят. За выдающиеся трудовые результаты в военные годы был награждён Орденом Отечественной войны 2-й степени.
В 1947 году вырастил в среднем по 122 ягнёнка от каждой сотни овцематок от имевшихся 402 маток на начало года. Получил 85,3 % смушек первого сорта. Указом Президиума Верховного Совета СССР от 23 июля 1948 года удостоен звания Героя Социалистического Труда за «получение высокой продуктивности животноводства в 1947 году» с вручением ордена Ленина и золотой медали «Серп и Молот» (№ 2498).
После выхода на пенсию в 1959 году передал отару своему сыну, а сам стал его помощником. Проживал в совхозе «Жаилма» в Сары-Суйском районе. Дата смерти не установлена.
Награды
- Герой Социалистического Труда
- Орден Ленина
- Орден Отечественной войны 2 степени (16.11.1945).